# Неприятная профессия Джонатана Хога
«Неприя́тная профе́ссия Джо́натана Хо́га» (англ. The Unpleasant Profession of Jonathan Hoag) — повесть Роберта Хайнлайна в жанре городского фэнтези, впервые опубликованная в октябрьском выпуске журнала Unknown Worlds в 1942 году под псевдонимом Джон Риверсайд. Повесть посвящена теме иллюзорности мира и контролирующим его тайным организациям, подобные мотивы уже встречались в произведениях Хайнлайна: в рассказе «Они» и в повести «Утраченное наследие». В финале заметно влияние романа «Земляные фигуры» Джеймса Кейбелла. В 1959 году повесть вошла в состав одноимённого сборника и с тех пор неоднократно переиздавалась, переведена на итальянский (1965, 2003), нидерландский (1969), немецкий (1971, 1975), шведский (1973), французский (1981), болгарский (1986) и русский (1993, 1994) языки.
В 2018 году «Неприятная профессия…» номинировалась на премию «Ретро-Хьюго» за 1943 год в категории «Лучшая повесть». В 2008—2012 годах в прессе сообщалось, что к работе над экранизацией «Джонатана Хога» планировал обратиться австралийский кинорежиссёр Александр Пройас, но проект так и не состоялся.

## Сюжет
Интеллигентный и чопорный Джонатан Хог, проживающий в Чикаго, не помнит, чем занимается в течение дня на работе и в чём вообще заключается эта работа. По вечерам у него под ногтями появляется засохшая субстанция, напоминающая свернувшуюся кровь, что наводит его на самые мрачные размышления. Доктор Потбери, к которому он обратился, велит Хогу никогда больше не появляться у него. Тогда Джонатан нанимает частных детективов, — семейную пару Эдварда (Тедди) и Синтию Рэндалл. Детективы начинают слежку за Хогом в дневное время, однако вскоре сталкиваются со странными, необъяснимыми явлениями, в частности, Тедди и Синтия по-разному помнят некоторые события. Например, Синтия утверждает, что видела Хога беседующим с Тедди, а он совершенно не может припомнить самого факта встречи. Эдвард считает, что Хог работает ювелиром, вещество под ногтями — это абразивный материал. Синтия обнаруживает, что его фирма расположена на тринадцатом этаже, которого в этом офисном здании попросту нет. Далее Тедди снится очень реалистичный сон, в котором его переносят через зеркало в странное помещение, где люди, поклоняющиеся некой Птице и называющие себя Сынами Птицы, угрожают Эдварду, дабы он прекратил следить за Хогом.
Тедди не внемлет этим угрозам, и в очередном сне Сыны Птицы извлекают душу Синтии из тела и запечатывают её во флакон. Когда Тедди просыпается, то обнаруживает Синтию в бессознательном состоянии; жизнь едва теплится в ней. Он вызывает доктора Потбери, с которым познакомился во время расследования дела Хога, тот советует Тедди сидеть и следить за женой, никуда не отлучаясь пока она не очнётся. Он уже начинает верить в реальное существование Сынов Птицы, и когда на следующее утро Потбери снова навещает Синтию, Тедди разоблачает доктора как одного из Сынов. Он запирает сопротивляющегося Потбери в ванной и вызывает Хога к себе на квартиру, но Потбери сбегает через зеркало в ванной. Джонатан Хог не может ничего объяснить, но находит в саквояже доктора флакон с душой Синтии. Когда они с Тедди его открывают, Синтия оживает. Хог соглашается на допрос с применением скополамина и вспоминает, кто он и чем занимается, однако не раскрывает этого супругам. Вместо этого он просит накупить различных деликатесов и встретиться в условленном месте за городом. Когда Рэндаллы исполняют его поручение, они вместе устраивают пикник, где Хог всё же даёт им разъяснения. Известная Тедди и Синтии вселенная является своего роде произведением искусства одного творческого народа, который даже невозможно описать человеческими словами. Единственным занятием и смыслом жизни этого народа является искусство. Чтобы оценить творение, в нём поселяются Критики, принимающие облик обычных людей, чтобы в полной мере воспринимать все его преимущества и недостатки. Критики обычно не помнят, кем являются, и Хог — один из них. Так называемые Сыны Птицы — ранняя ошибка Художника, лишь по недоразумению они продолжают тайно править этим миром: художник написал картину новой реальности поверх предыдущей. Именно Сынов Птицы детективы наблюдали днём в образе Джонатана Хога. Грязь под ногтями Хога — кровь Сынов Птицы, нанесённая устрашения ради. Теперь настало время полностью избавить вселенную от неудачного творения, и Хог готовится провести радикальную очистку мира.
Хог советует Тедди и Синтии немедленно уезжать как можно дальше от города, не открывая по пути окон автомобиля, и навсегда покидает своё человеческое тело. Рэндаллы уезжают подальше, но когда вопреки совету Хога пытаются рассказать полицейскому об оставленном теле, обнаруживают за окном вместо привычного мира лишь серый пульсирующий туман. В состоянии шока Тедди давит на газ, стремясь прочь от города. В эпилоге Рэндаллы живут в неназванной сельской глубинке недалеко от морского побережья. Они никогда не расстаются, всё делают вместе, в их доме нет ни одного зеркала. Никто так и не узнал, что Эдвард перед сном каждый раз приковывает себя наручниками к Синтии.

## Литературные особенности

### История создания. Литературный контекст
Писатель Джеймс Ганн без колебаний относил «Неприятную профессию Джонатана Хога» к жанру фэнтези, который в эпоху «Золотого века научной фантастики» отошёл на второй план. С точки зрения Дж. Ганна, любая разновидность фантастики имеет в своей основе «значительный отход от повседневной реальности», но в эпоху промышленной революции на литературном рынке вперёд вырвалась НФ, хотя преуспевали и авторы фэнтези, такие как лорд Дансени, Абрахам Меррит или Эдгар Берроуз. Впрочем, к моменту литературного дебюта Хайнлайна, ни в Великобритании, ни в США не удавалось запустить коммерчески успешный журнал, посвящённый исключительно фэнтези. Наконец, Джон Вуд Кэмпбелл в феврале 1939 года убедил своего спонсора и издателя печатать журнал, парный для Astounding, предполагая принимать тексты, именуемые им «рационализированным фэнтези». Кэмпбелл считал, что фэнтези должно создаваться на литературном уровне мейнстрима, но быть свободным от научного объяснения фантастического допущения, как в НФ. Более того, фэнтези предполагает, что повествователь волен использовать мистику или даже антинаучные допущения. В новом журнале Unknown дебютировали Эрик Фрэнк Рассел, Лайон Спрэг де Камп, Фриц Лейбер, Л. Рон Хаббард, Генри Каттнер и Кэтрин Мур. Впрочем, несмотря на большой успех у критиков и публики, в 1943 году журнал закрылся по причине военного дефицита бумаги.
Хайнлайн дебютировал на страницах Unknown повестью «Дьявол устанавливает правила», которая затем печаталась как «Корпорация „Магия“». В мае 1941 года в том же издании вышел «параноидальный» рассказ «Они», а далее к фэнтези Хайнлайн обратился лишь в 1960-е годы, написав роман «Дорога славы».
В 1942 году, сразу после нападения на Перл-Харбор отставной лейтенант Хайнлайн попросился на военную службу и вскоре получил приглашение от Научно-исследовательской лаборатории ВМФ при Филадельфийской военно-морской верфи. Супруги Хайнлайны в феврале на автомобиле переехали из Лос-Анджелеса в Вашингтон для решения ряда бюрократических проблем (Роберт был военным инвалидом, получавшим пенсию). Из-за военной дороговизны и приступа желчекаменной болезни у супруги Роберта — Леслин, потребовавшего операции, они нуждались в заработке. В апреле Хайнлайн захотел реализовать «необычный сюжет с параноидальными элементами», основываясь на идее иллюзорности чувственно воспринимаемого мира. По мнению биографа Уильяма Паттерсона, Хайнлайн поднял на более высокий уровень фантастическое допущение из рассказа «Они», задействовал образ братства зла из повести «Утраченное наследие», а финальный образ взял из своего любимого писателя Джеймса Брэнча Кейбелла. В романе Кейбелла «Земляные фигуры» реальный мир оказался лишь отражением в зеркале, а само зеркало-дверь вело в ничто. Как отмечал У. Паттерсон, атмосфера повести хорошо передавала чувства американского общества в начале войны. Название «Неприятная профессия Джонатана Хога» возникло почти сразу и не корректировалось. Кэмпбелл, в доме которого Роберт и Леслин гостили в то время, принял повесть к публикации в октябрьский номер Unknown. В августовском номере вышла повесть «Уолдо» под псевдонимом Энсон Макдональд и требовалась ещё одна писательская маска (фамилия Хайнлайна стала брендом для Astounding). В итоге появился «Джон Риверсайд» — производное от нью-йоркской набережной, прогуливаясь по которой, Роберт обдумывал замысел. Повесть оказалась последним произведением Роберта Хайнлайна, опубликованным до окончания Второй мировой войны.

### Жанровые клише и главные герои
Джеймс Гиффорд, автор каталога произведений Хайнлайна, утверждал, что «Неприятная профессия Джонатана Хога» во многих отношениях выделяется в творчестве писателя. По объёму это повесть (чуть меньше 40 000 слов), и одна из первых попыток выйти за жанровый шаблон научной фантастики (НФ). По мнению Гиффорда, это «хоррор в почти чистом виде, лишённый даже легчайших штрихов НФ». Годом раньше в том же журнале Unknown появился рассказ Хайнлайна «Они», основанный на том же фантастическом приёме — «мира как фасада», развитом в «Джонатане Хоге», а на закате жизни писателя появившегося в романе «Иов, или Осмеяние справедливости». Синтия и Эдвард — первый образец идеальной семьи по Хайнлайну, архетип, встречающийся во многих его произведениях. В то же время в творческой генеалогии писателя, согласно Гиффорду, повесть изолирована и по антуражу или характерам не имеет перекличек в его творчестве, хотя в «Иове» в одном абзаце упоминается и «Неприятная профессия…», и «Они». Литературоведы Томас Клэресон и Джо Сандерс отмечали, что повесть важна для понимания некоторых философских и общественных проблем, волновавших Хайнлайна, и которые он пытался осмысливать вне своей «Истории будущего». «Джонатан Хог» демонстрирует, как Хайнлайн пробовал силы в самых разных жанрах и жанровых клише. Писатель и критик Спайдер Робинсон характеризовал жанр повести как «ударное фэнтези» (slambang fantasy).
Активист фэндома, президент Общества футуристов-либертарианцев Уильям Стоддард категорически утверждал, что, несмотря на явное смешение жанров, повесть может быть классифицирована как ранний и «очень мрачный» образец городского фэнтези. В генеалогии творчества Хайнлайна «Неприятная профессия Джонатана Хога» является исключительной по многим параметрам, не имея отношения к научной фантастике, мирам будущего и рациональной картине мира. Действие разворачивается в Чикаго современности автора и его читателей (то есть в самом начале 1940-х годов), а Эдвард Рэндалл не является обычным для Роберта Хайнлайна компетентным инженером или военным: рациональное мышление помогает ему лишь не сойти с ума окончательно, а спасение он находит в любви к своей жене. Необычными для Хайнлана героями являются и Сыны Птицы — существа, живущие среди людей, но не являющиеся людьми. Как персонажи английского фольклора, они наделены сверхъестественной силой и способны творить чудеса, не поддающиеся рациональному объяснению; способны наводить иллюзии и искажать воспоминания, проникают в сны и уносят сновидцев в своё царство. Они живут, таясь от большинства людей, в буквальном смысле в зазеркальном пространстве. В староанглийском языке для магических созданий применялось определение glamour, Сыны Птицы в полном смысле наделены этими качествами. По сравнению с людьми они аморальны и бездушны, бессмысленно жестоки и убеждены в своём праве превосходства. Тедди Рэндалл, подобно фольклорному персонажу, должен пройти через испытания, чтобы победить силой доброты и настоящей любви. Хайнлайн совершил инверсию: в семейной паре Рэндаллов по-настоящему рациональна и компетентна именно Синтия, но спасается она только силой преданности Тедди. Именно настойчивость Эдварда вынуждает Хога поведать им об истинной картине мира и осознать собственное место в этом мире. Антрополог и фантастовед Леон Стовер полагал, что «реалистический портрет брака-товарищества» составлял главную основу данной повести, вдобавок, отношения Рэндаллов создавали «замечательный контраст» с эскапизмом и лавкрафтовскими ужасами. Именно совершенство отношений Синтии и Тедди, воплотивших «трагедию человеческой любви», заставляет Критика-Хога сделать выбор, и вместо уничтожения несовершенного земного мира, всего лишь «зачистить» его от Сынов Птицы. Исследователи Фара Мендлезон и Эдуард Джеймс также относили «Джонатана Хога» к жанру лавкрафтовских ужасов, однако писатель избрал стиль крутого детектива, возможно, по указанию Джона Кэмпбелла.
Джеймс Ганн полагал, что повесть Хайнлайна относится к «фортеанскому» направлению в фантастике 1930-х годов, и в ней он ввёл две генеральных темы, которые последовательно разрабатывал тремя десятилетиями спустя — солипсизм и паранойя, которые невозможно отделить одну от другой. В «Джонатане Хоге» читателю предлагается поверить, что против героев могут действовать чрезвычайно могущественные силы. По сути, Хайнлайн довёл до логического завершения мысль Чарльза Форта, что Земля и её человечество являются чье-то собственностью. Суть повести Дж. Ганн описывал как «прозаическое неуважение к паранормальному, которое в конечном итоге раскрывает огромные силы, манипулирующими вселенной». Писатель-фантаст Томас Диш утверждал, что в эпоху становления научной фантастики внутри жанра сложились два магистральных тематических направления — завоевание космоса и так называемая «метафизика мании». В рамках этой последней огромное внимание уделялось патологиям и пограничным состояниям, ибо сверхчеловек, как и пришелец из будущего, в нашем мире будет рассматриваться в первую очередь как безумец. Хайнлайн в данном направлении избрал приём «паранойи, которая оказалась реальностью», основанный на философии солипсизма. В рассказе «Они» и повести «Неприятная профессия Джонатана Хога» автор задаёт читателю следующий вопрос: «что делать, если на самом не существует никого, кроме тебя самого? Что, если вся вселенная — это просто заблуждение, в которое тебя обманным путём заставили поверить?»
У. Стоддард обратил внимание на необычность хронотопа «Джонатана Хога». Для описания пары Рэндаллов прототипом, вполне возможно, послужили герои киносериала Ник и Нора Чарльз, хотя Эдвард и Синтия — представители низов общества, а не эксцентричные буржуа. Явный комедийный налёт не нивелирует глубины их чувств и взаимной привязанности. В этом контексте все локусы, где разворачивается действие повести, сводятся, по сути к двум полюсам — абсолютной угрозы и абсолютной безопасности. По сути, главным связующим звеном для всех эпизодов выступает семейная кровать Рэндаллов и всё действие крутится вокруг подъёмов с ложа и возвращения на него. Исход героев из Чикаго, обратившегося в мутное, клубящееся нечто, явно вызывает ассоциации с Лотом из Содома. Хог обрушивает на обитель Сынов Птицы своего рода Гнев Господень, а беглецам предстоит воссоздать своё гнёздышко где-то в другом месте, не оглядываясь назад. Леон Стовер утверждал, что имя «Джонатан Хог» Хайнлайн мог почерпнуть из сборника ранних стихотворений Говарда Лавкрафта 1923 года, однако они никогда не встречались и не переписывались. Хайнлайн настаивал, что выбирал имя совершенно самостоятельно и процесс был длительным. Сцена с пикником Хога и Рэндаллами, где во всех подробностях расписано изысканное меню, явно перекликается с последним обедом доктора Пинеро в «Линии жизни», одновременно это указание, что Критик-Хог нашёл очень важный источник наслаждения для землян.

### Литературный эксперимент
Исследовательница Э. А. Радаева (Самарский государственный социально-педагогический университет) ставила акцент на эксперимент Хайнлайна с поэтикой экспрессионизма. Повесть вводится эпиграфом из «Сада Прозерпины» поэта-декадента Суинберна, настраивая читателя на пессимизм. Джонатан Хог — эстет, который боится грубости так же, как некоторые люди испытывают страх высоты. Жизнь в шумном и грязном Чикаго является для него нешуточным испытанием, включая пользование общественным транспортом с его «давкой, толкотнёй, грязью и всегда возможными оскорблениями». Когда Хог пытается осознать себя на многолюдной улице (излюбленный ландшафт экспрессионистов), его грубо толкает случайный прохожий, чуть не сбивает с ног мальчишка на роликовых коньках, а его мать относится к одинокому человеку со злобным подозрением. В финале образ Хога ещё больше соотносится с эстетикой экспрессионизма, в которой творец «заполняет зыбкий, аморфный хаос линиями, красками, звуками, предметами, существами, своим „Я“». «Экспрессионизм мыслился как искусство, призванное возродить человека — униженного, поруганного, задавленного природой и технической цивилизацией, чреватой войнами, революциями и другими катаклизмами». Хайнлайн-экспрессионист, вылепливая образ Хога, мало интересовался им как конкретной личностью с мыслями, чувствами, поступками; это метафора «человека в себе», репрезентанта всего человечества. Как всегда у Хайнлайна, характеры обобщены, отбрасывается психологическая мотивировка поступков и причинные связи, герой становится олицетворением чистой идеи. В этом плане Хога можно сравнивать с героями Кафки — Грегором Замзой или Георгом Бендеманом. В похожем контексте фантастовед Брюс Франклин отмечал, что Хайнлайн в сценах с Хогом и Сынами Птицы подчёркивал эстетическое несовершенство нашего мира, который явился всего лишь незрелым творением начинающего Художника, допустившего серьёзную ошибку.
Философ-фрейдомарксист Славой Жижек отдельную главу своего «Введения в философию Лакана через массовую культуру» посвятил пространству фантазии, используя «Джонатана Хога» в качестве одной из иллюстраций. Своё рассуждение он начал с парадокса «чего-то, рождённого ничем», который, согласно мнению Жижека, был известен ещё Шекспиру и лежал в основе «Короля Лира». Финальная сцена «Неприятной профессии», в которой Рэндаллы шокированы дихотомией, когда в ветровом стекле автомобиле виден яркий солнечный день, а в приопущенном дверном стекле — бесформенный туман, представлялась С. Жижеку отличным воспроизведением образа «Реального» Лакана — «пульсации досимволической субстанции в её отвратительной жизненности». Стекло служит материализованной границей прорыва реальности, она разделяет внешнее от внутреннего. Даже в обыденной жизни запертые окна автомобиля служат своего рода защитным экраном, отделяют находящихся внутри пассажиров от внешнего мира, держат этот мир на безопасном расстоянии, а вещи внешнего мира даже могут казаться принципиально «нереальными», примерно как в кинематографической реальности. Именно феноменологический опыт барьера, разделяющего внутреннее и внешнее, чувство, что внешнее в конечном счёте «вымышлено», производит эффект ужаса в повести Хайнлайна. В «Джонатане Хоге» проекция внешней реальности как бы отключилась, и Синтия с Тедди столкнулись с бесформенностью, пустотой экрана. Славой Жижек также напоминал, что диссонанс и диспропорция является основополагающим свойством архитектуры литературного мира Кафки. Лакановская реальность прорывается в человеческое бытие в форме травмы, руша баланс повседневной жизни, но, с другой стороны, реальность служит единственным основанием баланса. «Какой была бы наша повседневная жизнь без какого-то ответа реальности?» Мотив автомобильного окна очень ярко также представлен в фильме Спилберга «Империя Солнца».
Фантастоведы Т. Клэресон и Дж. Сандерс, авторы комплексного анализа творчества Хайнлайна, отказывали повести в литературных достоинствах, указывая, что «Неприятную профессию…» создавал уже профессиональный писатель, но сюжет «нуждается в серьёзном редактировании», ибо одновременно запутан и «водянист». Автор первого исследования творчества Хайнлайна Алексей Паншин (1968) также отмечал, что текст полон недостатков, но производит такое впечатление, что нивелирует большинство из них. В первую очередь Хайнлайн очень тщательно работал с литературным фоном, хронотоп и событийная рамка «превосходны»: «Единственная проблема в том, что внутренняя логика сюжета полна дыр». Даже в самом начале действия нет ни единого намёка, зачем Хогу было необходимо нервировать Сыновей Птицы во время визита к доктору Потбери. Совершенно неясно, зачем Сыну Птицы Потбери использовать амплуа врача. Всемогущество Хога-Критика в финале повести полностью противоречит беспомощности Хога-Человека в сцене завязки, ибо в контексте сюжета он вполне способен «переключаться в разные режимы». Иными словами, единственным обоснованием этого противоречия является необходимость вовлечь в сюжет Синтию и Эдварда. С точки зрения сюжета совершенно нет необходимости привлекать Сынов Птицы для издевательства над Рэндаллами, так как те вообще не могут причинить им вреда. Ничего похожего ими не осуществляется в отношении Хога — истинного виновника всех бед этой фантастической расы. Более того: с позиции А. Паншина, Сыны Птицы сюжетно избыточны для «Неприятной профессии…». В монографии 1989 года А. Паншин и его жена Кори отмечали, что при всех жанровых экспериментах Хайнлайн вписал свою повесть в контекст занимавшей его идеи эволюционного превосходства (проявившейся ярче всего в романе «Там, за гранью»), которая так и осталась нерешённой.

## Приём у критиков

### Прижизненные отзывы
Обозреватель Galaxy Флойд Гейл, характеризуя сборник «Неприятная профессия Джонатана Хога», давал ему оценку четыре с половиной звезды, заявив, что фэны Хайнлайна могут быть до известной степени шокированы, поскольку фэнтезийный детектив не ассоциируется с его именем. Впрочем, пересказ сюжета фэнтезийного произведения «выглядит глупо», однако мастерство Хайнлайна сделало его повесть убедительной, и задающей тон всему сборнику, который обозначается как «восхитительный». Критик Джеймс Колвин, несмотря на декларируемую неприязнь к стилю и идеологии Хайнлайна, заявил, что повесть о Джонатане Хоге «стилистически отполирована», и в высшей степени читабельна и вызывает интерес. Это фэнтезийное произведение, которое построено по формуле «Страх и [что-то] ещё» (Fear is another), которую позже успешно разрабатывали Фредерик Браун и Фриц Лейбер. Хайнлайну удаётся удерживать внимание читателя до конца, а конец способен потрясти даже профессионального читателя. Последующие произведения Роберта Хайнлайна Колвин прямо именует «плохой литературой, но хорошей научной фантастикой». Cтивен Коттс характеризовал повесть как содержащую элементы фэнтези и хоррора, транслируя читателю зловещие, а иногда и визионерские, образы. Финал назван «свежим и наводящим на размышления». Напротив, Рой Хант полагал, что финал повести в высшей степени невразумителен, хотя и не содержит никаких подвохов. В остальном «Джонатан Хог» признан вершиной стилистического совершенства Хайлайна-писателя. Э. Л. Пол в фэнзине Les Spinge подчёркивал кинематографичность повести Хайнлайна, в которой линия Синтии и Теда выдержана в духе Дэшила Хэммета и легко представить, как этих героев воплотят на экране Уильям Пауэлл и Мирна Лой. Напротив, линия Джонатана Хога по силе саспенса, минимализму и плотности действия вполне сопоставима с «Окном во двор». В некотором роде Хайнлайн на семь лет предвосхитил художественные находки Кокто в его «Орфее»: зазеркальное существование сил зла, похищение духа жены и практически общая онтология. Перепечатки сборника «Неприятная профессия Джонатана Хога» привлекали внимание рецензентов и в 1970-е годы. В одном из фэнзинов книгу называли «превосходной», демонстрирующей широчайший диапазон творческих возможностей автора и «все признаки хорошего фэнтези».
В справочнике, посвящённом ста лучшим фэнтезийным романам, изданным в 1946—1987 годах, Дэвид Прингл отмечал, что в строгом смысле 105-страничный текст нельзя назвать романом, однако это произведение одно из самых занимательных из опубликованных в журнале Unknown. По стилю и драматургическому эффекту «Неприятная профессия…» — очень кинематографична, и главные герои — супруги-детективы — несомненно отсылают к своим «голливудским современникам» — Нику и Норе Чарльз или мистеру и миссис Норт. Линия Хога, хотя именно с этого персонажа начинается завязка, второстепенна, зато его образ позволяет «подняться до высот безумия перед апокалиптическим завершением». По оценке Прингла, произведение нетипично для Хайнлайна, логика повествования зачастую проседает, но это очень приятная jeu d’esprit.

### XXI век
Один из канадских книжных блогеров утверждал, что «Неприятная профессия…» полностью устарела и способна привлечь внимание только преданных фэнов Хайнлайна. Повесть (more of a novella than a short story) признана неровной в литературном отношении: до момента обращения Хога к супругам-детективам Рэндалл история увлекательная и хорошо написанная, передавая «очень нуарное настроение 1940-х». Однако дальше всё идёт наперекосяк и начинается совершенно другое повествование, в котором зеркала оказываются порталами в другое измерение, появляются некие зловещие «Сыны Птицы» и многие иные «фокус-покусы и мумбо-юмбо», а финал оставляет читателя в полном замешательстве. При всём мастерстве Хайнлайна-писателя, он перемудрил с сюжетными хитросплетениями и чрезмерно всё затянул. Лучше всего удались образы Синтии и Тедди — супругов-коллег, отношения которых основаны на глубокой и постоянной любви друг к другу, которая и позволила выжить им в глобальной катастрофе. Финал повести загадочный, оставляя большой простор для воображения читателя.
Блогер Массимо Лучани также отмечал несводимость повести «Неприятная профессия Джонатана Хога» к жанровым условностям. Текст начинается как триллер-детектив с психологическим уклоном, но используя авторские стилевые особенности, например, Синтия — типичная хайнлайновская героиня: жёсткая, целеустремлённая, наделённая немалым чувством юмора, обладающая рациональным мышлением, и ничем не напоминающую типичную секретаршу-подругу бульварных детективов 1940-х годов. Вторая половина повести использует стилевой арсенал фэнтези, не случайно текст вышел в журнале Unknown Worlds, авторы которого создавали современный жанр фэнтези. Тед и Синтия Рэндалл всё больше теряют связь с реальностью, или, по крайней мере, с той картиной реальности, в которой были воспитаны и которую себе представляют. По мнению М. Лучани, Хайнлайну хорошо удалось передать чувство отчуждения от привычного мира, которое сначала настигает Хога, а затем и супругов Рэндалл. Тед и Синтия не в состоянии понять происходящего, так как оно всецело за пределами опыта разумного существа. Лучани назвал повесть предшественницей тематики и художественного стиля Филипа Дика, когда читатель ни в чём не превосходит главных героев и вынужден выстраивать концепцию реальности исходя из их опыта. Впрочем, Хайнлайна больше интересует нагнетание саспенса и развитие действия (которое явно проседает во второй половине повести). В целом обозреватель считает, что повесть выдержала проверку временем и обязательна к прочтению всем почитателям таланта Хайнлайна. Также высказывалось мнение, что повесть ближе к классическим детективам Гилберта Честертона или Чарльза Уильямса, которые упаковывали в острый сюжет весьма глубокие размышления о природе реальности. Прототипами Теда и Синтии вполне могли быть супруги Томми и Таппенс из серии детективов Агаты Кристи.
Писатель и критик Брайан Стэблфорд считал четыре произведения Хайнлайна, опубликованные в изданиях Дж. Кэмпбелла в 1942 году, включая сюда и «Неприятную профессию Джонатана Хога», во всех отношениях уступающими вещам 1940—1941 годов, в первую очередь — по непосредственности и интенсивности воздействия на читателя. Отмечал Стейблфорд и «недисциплинированность» использования фантастического допущения; в этом плане «Джонатан Хог» демонстрирует «безрассудное увлечение странностями».
Историк и писатель Патрик Рирдон (проработавший около тридцати лет в Chicago Tribune) утверждал, что «Неприятная профессия Джонатана Хога» и рассказы, объединённые вместе с нею в сборнике 1959 года, вполне соотносимы с миром «Сумеречной зоны». Премьера этого сериала состоялась в 1959 году, и книга вполне могла быть выпущена на волне успеха «странных и гротескных историй, лишь отдалённо имеющих отношение к научной фантастике». В любом случае, Хайнлайн продемонстрировал свои возможности как писателя, свободно играющего с жанровыми и стилевыми условностями. С точки зрения разработки фантастических миров, повесть затрагивает концепцию Творца, реинкарнации, природы искусства, роли художественного критика, уникальности личности и трагедии любви. П. Рирдон счёл, что одним из главных достижений автора является то, как «Хайнлайн развивает сюжет, а затем искажает его, иногда возвращая к самому себе, иногда создавая серию неожиданных поворотов». Критик Эдоардо Альберт относил «Неприятную профессию…» к самому продуктивному периоду творчества Хайнлайна, и особо отмечал финальные образы: мир, кажущийся реальным, представляет собой пульсирующее море тумана, а главному герою не дано удостовериться, является ли он туманным порождением или существом из плоти и крови. «При перечитывании книги эти образы всё ещё завораживают». Напротив, австралийский философ и литературовед Рассел Блэкфорд считал эту повесть «необязательной» как для творчества Хайнлайна, так и его поклонников. Финальные страницы пугающи, но объяснение «профессии» Хога не кажется ни вписанным в сюжет, ни сколько-нибудь удовлетворительным. У Блэкфорда сложилось впечатление, что автора более всего занимала атмосфера повествования, а те или иные сущности придумывались спонтанно, на ходу. «Это легкомысленное, почти комическое фэнтези, которое постепенно превращается в некое подобие ужастика». Также в одном из обзоров высказывалось предположение, что повесть носит явно антирелигиозный характер: откровение, что за искусственно сконструированными мирами Вселенной находится Творец-художник, никак не влияет на жизнь героев, они не приобретают ни новых целей, ни смыслов своего существования; они только разуверяются в природе реальности как таковой. «Джонатан Хог» послужил претекстом или, по крайней мере, содержал все идеи позднего романа Хайнлайна «Иов, или Осмеяние справедливости».

## Публикации
Повесть вышла под псевдонимом «Джон Риверсайд», которым Хайнлайн больше не пользовался. Фамилия заимствована от набережной Нью-Йорка, где и создавался текст (по другой версии — от города в Калифорнии). Первая книжная публикация «Неприятной профессии Джонатана Хога» последовала в 1959 году в одноимённом сборнике шести фэнтезийных рассказов Хайнлайна; сборник часто переиздавался.
- John Riverside. The unpleasant profession of Jonathan Hoag :  [англ.] // Unknown Worlds : Fantasy Fiction. — 1942. — Vol. VI, no. 3 (October). — P. 9—58.
- Heinlein, Robert A. 6 x H; six stories : Original title: The unpleasant profession of Jonathan Hoag. — Ninth printing. — New York : Pyramid Books, 1961. — P. 9—125. — 219 p. — ISBN 0-515-02822-3.
- Heinlein, Robert A. The unpleasant profession of Jonathan Hoag. — Fifth printing. — New York : A Berkley Medallion book: Berkley Publishing Corp., 1976. — P. 1—121. — 214 p. — ISBN 0425030520.
- Хайнлайн Р. Неприятная профессия Джонатана Хога // Голубая лагуна / перевод Л. Ворошиловой. — Тула : Арктоус, 1993. — С. 136—243. — 448 с. — (Зарубежный детектив. Фантастика. Мистика). — 100 000 экз. — ISBN 5-85267-016-2.
- Хайнлайн Р. Странная история мистера Джонатана Хога: повесть / перевод М. Пчелинцева. — Рига : Полярис, 1994. — С. 7—147. — 560 с. — (Миры Роберта Хайнлайна. Книга 25). — 25 000 экз. — ISBN 5-88132-107-3.
- Хайнлайн Р. Неприятная профессия Джонатана Хога (повесть) // Предназначение: вечность. Шесть историй / Сост., отв. ред. и прим. А. Ермолаев; пер. П. Киракозова. — Москва — Санкт-Петербург : Эксмо; Terra Fantastica, 2003. — С. 293—443. — 574 с. — (История будущего). — 5000 экз. — ISBN 5-7921-0577-4. — ISBN 5-699-03896-5.
- Хайнлайн Р. Э. Уолдо ; Неприятная профессия Джонатана Хога и другие истории : повести, рассказы / перевод с английского П. А. Вязникова [и др.]. — Санкт-Петербург : Азбука, 2021. — 636, [2] с. — (Звёзды мировой фантастики). — 2000 экз. — ISBN 978-5-389-20048-7.

### Рецензии
- Colvin J. Books :  [англ.] // New Worlds SF. — 1964. — Vol. 48, no. 145. — P. 119—121.
- Cotts S. E. The Spectroscope // Amazing Stories : Fact and Science Fiction. — 1961. — Vol. 35, no. 12 (декабрь). — P. 130—135.
- Gale Floyd C. Galaxy’s 5 Star Shelf // Galaxy Magazine. — 1961. — Vol. 19, no. 3 (февраль). — P. 141.
- Luciani M. The Unpleasant Profession of Jonathan Hoag by Robert A. Heinlein (амер. англ.). NetMassimo Blog (4 февраля 2014). Дата обращения: 28 мая 2025. Архивировано 11 ноября 2020 года.
- Review: 6 X H – Six Stories (The Unpleasant Profession of Jonathan Hoag) by Robert A. Heinlein (англ.). Leaves & Pages. Life in the Country. Botany and Books (24 июля 2012). Дата обращения: 28 мая 2025. Архивировано 28 мая 2025 года.
- Stoddard W.H. Review: The Unpleasant Profession of Jonathan Hoag by Robert A. Heinlein (англ.). Troynovant (июнь 2009). Дата обращения: 28 мая 2025. Архивировано 19 марта 2025 года.

### Монографии и статьи
- Clareson T. D., Sanders J. The Heritage of Heinlein : a Critical Reading of the Fiction / Foreword by Frederik Pohl. — Jefferson, North Carolina : McFarland & Company, Inc., Publishers, 2014. — ix, 221 p. — (Critical explorations in science fiction and fantasy ; 42). — ISBN 978-0-7864-7498-1.
- Franklin H. B. Robert A. Heinlein : America as science fiction. — New York : Oxford University Press, 1980. — 225 p. — ISBN 0-19-502747-7.
- Gifford J. Robert A. Heinlein: A Reader's Companion. — Sacramento : Nitrosyncretic Press, 2000. — xxi, 281 p. — ISBN 978-0-9679-8740-8.
- Gunn James E. Paratexts : introductions to science fiction and fantasy. — Lanham, Toronto, Plymouth : The Scarecrow Press, Inc., 2013. — ix, 229 p. — (Essays. Selections). — ISBN 978-0-8108-9122-7.
- Nevala-Lee A. Astounding. John W. Campbell, Isaac Asimov, Robert A. Heinlein, L. Ron Hubbard, and the Golden Age of Science Fiction. — New York : Dey Street Books, 2018. — vi, 532 p. — ISBN 978-0-06-257195-3.
- Panshin A. Heinlein in Dimension: A Critical Analysis / Introduction by James Blish. — Chicago : Advent Publishers, 1968. — ix, 204 p. — ISBN 911682-01-4.
- Stover L. Robert A. Heinlein. — Boston : Twayne Publishers[англ.], 1987. — [xvii], 147 p. — (Twayne's United States Authors Series). — ISBN 0-8057-7509-9.
- Žižek S. Looking Awry. An Introduction to Jacques Lacan through Popular Culture. — Cambridge, Massachusetts — London, England : An October Book; The Massachusetts Institute of Technology Press, 1991. — xi, 188 p. — ISBN 0-262-24031-9.
- Паттерсон У. Роберт Э. Хайнлайн в диалоге со своим веком / Пер. А. Речкина. — Минск : Актиния, 2020. — Т. 1: 1907—1948: кривая обучения. — 672 с. — Печатается на правах рукописи. — 30 экз.
- Радаева Э. А. Экспрессионизм и научная фантастика: специфика взаимодействия (на примере творчества Р. Хайнлайна) // Известия Самарского научного центра РАН. Социальные, гуманитарные, медико-биологические науки. — 2022. — Т. 24, № 4. — С. 67—72. — doi:10.37313/2413-9645-2022-24-85-67-72.